# 釜山新港
釜山新港（プサンしんこう）は、大韓民国の釜山広域市江西区と慶尚南道昌原市鎮海区に跨る港湾である。接岸施設である岸壁は総14.71kmに45隻の船が入る規模で開発され、年間13,250千TEUの処理能力を持つようになる。1997年10月31日に着工し、総3段階の事業のうち北コンテナ埠頭は完工しており、南コンテナ埠頭・西コンテナ埠頭を含めた完工は2020年を予定している。

## 背景

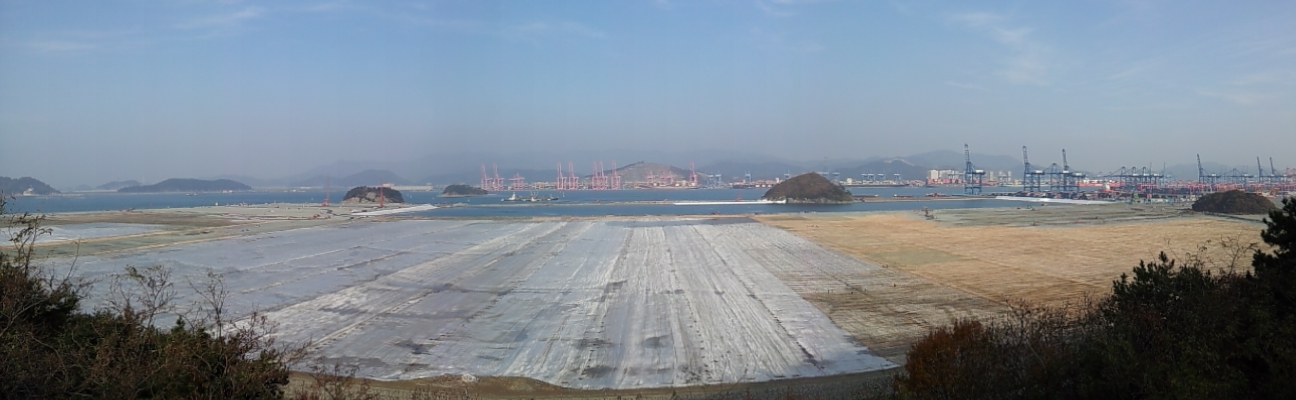
釜山新港建設の様子

釜山港の海上コンテナ物動量は急増しているのに対して、港湾施設は不足しコンテナ専用埠頭でない一般埠頭でコンテナ貨物を処理する等、釜山港コンテナ施設不足問題が次第に大きくなっていき、中短期開発計画を推進するといっても、増えてゆくコンテナ物動量を円滑に処理しがたかった。
これに反し日に日に大型化、高速化されるコンテナ船はコンテナ港湾施設の現代化と大型化を絶えず求めている実情であり、急激に成長する新規の近隣港湾と比較して釜山港の施設落後が次第に深化し、大型船社たちが釜山港寄港を忌避する事例が次第に増加し釜山港の大々的な開発が切実に求められた。
しかし釜山港は都市区域とすぐ隣接しており、開発敷地不足でこれ以上港湾施設を拡張するには限界があり、釜山港とすぐ隣接した加徳島一円に大規模なコンテナターミナルを建設することにした。

## 歴史
- 1995年3月: 民資誘致対象事業に釜山新港湾建設事業が選定される。
- 1995年4月: 妥当性調査及び用役発注
- 1996年 - 1997年: 実施設計
- 1997年10月31日: 着工